# Minuet
Un minuet és una dansa francesa en un tempo moderat o lent i en mètrica ternària. Fou una de les danses de societat més populars des de mitjan segle xvii fins a finals del xviii. Fou emprat com un dels moviments opcionals en la suite barroca i sovint aparegué en moviments que formaven part de composicions instrumentals en diversos moviments de finals del segle xviii com la sonata, el quartet de corda i la simfonia, en els quals –normalment- s'aparellava amb el trio. Posteriorment aquesta funció en aquest tipus de composicions passaria a fer-la l'scherzo.

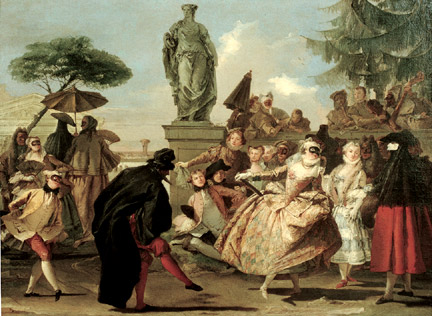
El minuet, per Giandomenico Tiepolo (1756), conservat al MNAC.

 Minuets 1 i 2 de El burgès gentilhome, de Jean Baptiste Lully (?·pàg.)

## La dansa
Tot i que se'n desconeix l'origen, ja es ballava a la cort de Lluís XIV de França, com a mínim a la dècada del 1660. Praetorius, al seu Terpsichore el dona com una forma descendent del branle de Poitou, però en realitat no hi ha cap punt de connexió entre ambdues danses. Pel que fa al nom, podria derivar del mot francès 'menu' (menut, petit) en referència als passos extremadament petits de la dansa, o també podria derivar del 'branle à mener' que, com l'altre, formava part d'un grup de danses populars a la França de principis del segle xvii.
Tractant-se d'una dansa de societat, el minuet es ballava amb dignitat, amb gràcia, de manera relaxada, amb contenció i sense concessions a l'afectació ni postures exagerades. Es buscava una interpretació elegant i que no reflectís cap mena d'esforç ni en l'execució dels passos ni en els moviments dels balladors. Les coreografies més antigues conservades daten de la dècada de 1680 i es troben en un compendi de danses populars que André Lorin presentà a Lluís XIV el 1685 entre les quals hi havia indicacions sobre el minuet. També hi havia un minuet en una mascarade presentada a Versalles el 1688. Després que va estar disponible el sistema Beaucham-Feuillet per anotar els passos de dansa en relació exacta amb la música acompanyant, a partir del 1700 va començar a estar disponible informació específica sobre com ballar el minuet. Així, es conserven més de 40 coreografies del minuet -completes o parcials- de principis del xviii. La majoria són per a un ús social d'aquesta dansa, tot i que alguns tenen una finalitat teatral, i provenen no sols de França sinó també d'Anglaterra.

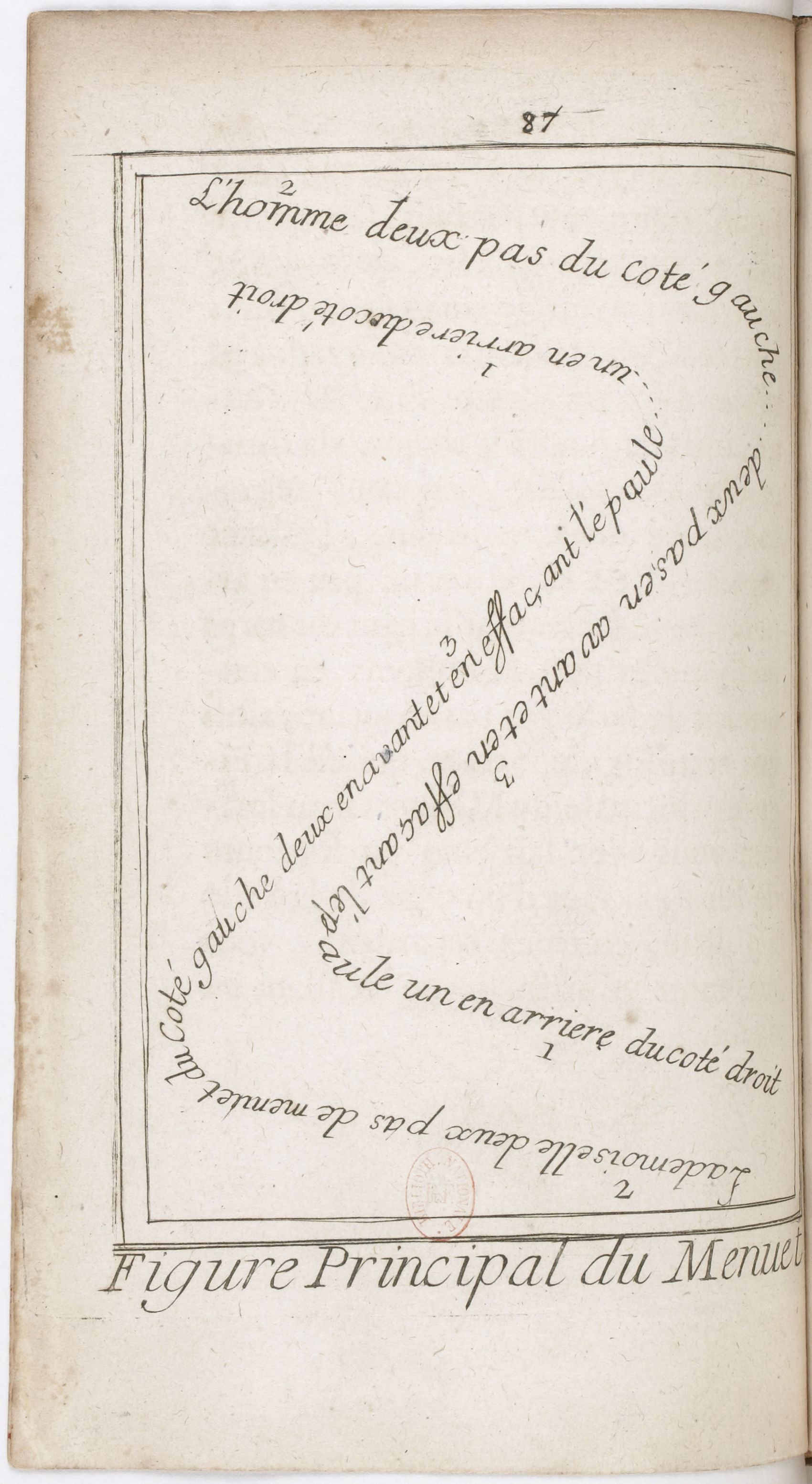
Pàgina del tractat de Pierre Rameau Le Maître à danser (París, 1725)

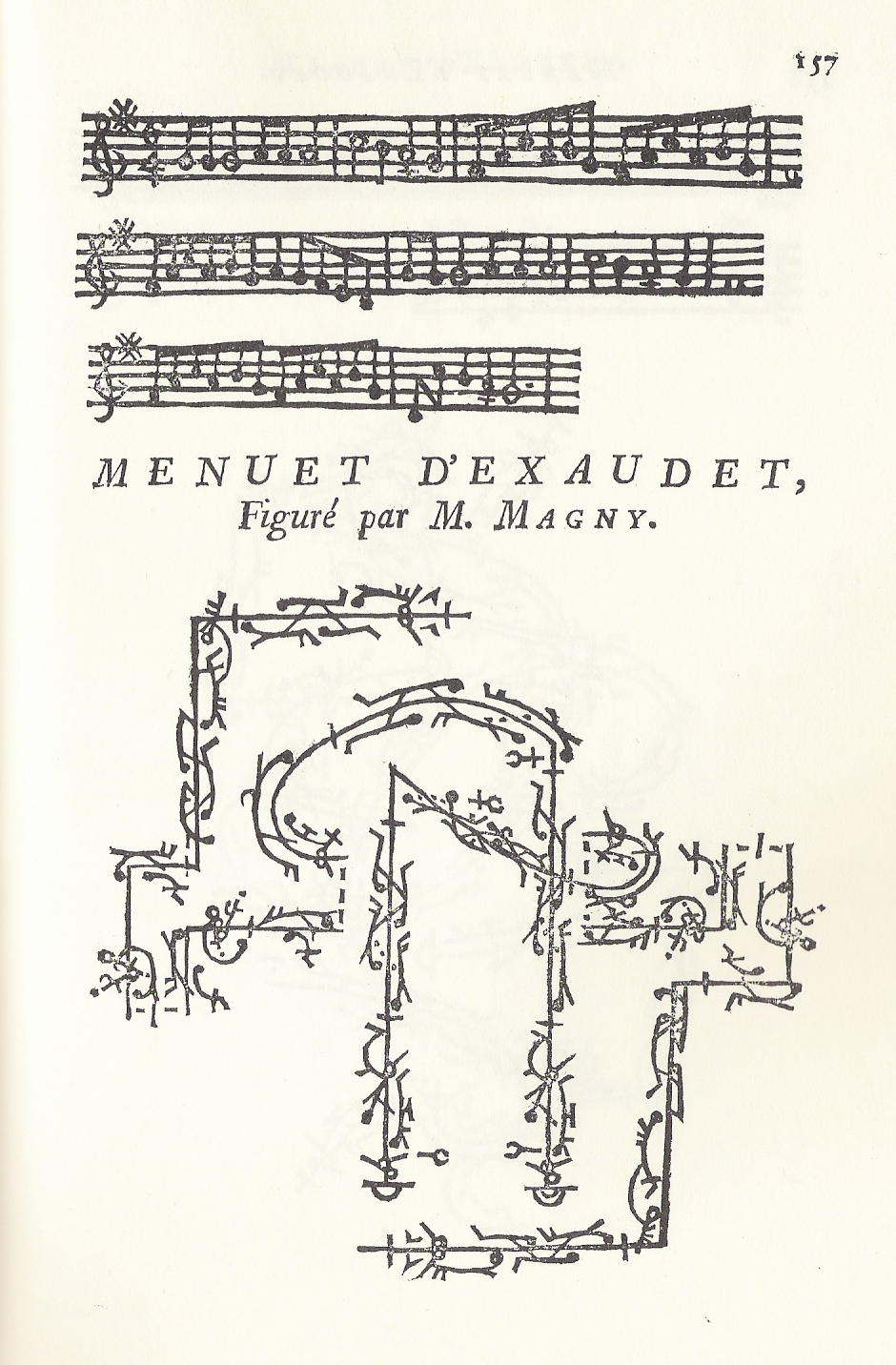
Pàgina corresponent al menuet d'Exaudet provinent dels Principes de chorégraphie de Magny (París, 1765)

Pel tractat de Pierre Rameau, del 1725, se sap que el minuet el ballava una sola parella cada vegada mentre la resta observava llur execució. Després de fer els honors a la Présence (el rei mateix o algú altre que havia estat designat per presidir el ball), els balladors, ara junts, executaven unes coreografies seguint una sèrie de lletres Z imaginàries sobre el terra, executant els passos del minuet (abans del 1700 no era la Z sinó la S, inicial de soleil, pel símbol del rei).
Cada grup de quatre passos sempre començava amb el peu dret. Se'n feien servir uns quants, la majoria dels quals eren combinacions de demi-coupés, demi-jettés, pas marchés i pas elevés. Tots els passos són petits de manera que amb un conjunt de quatre passos es feia una desplaçament d'un metre. Alguns dels patrons preferit eren:
- 1 2: demi-coupé amb el peu dret
- 3 4: demi-coupé amb el peu esquerre
- 5: pas élevé amb el peu dret
- 6: pas élevé amb el peu esquerre

O bé
- 1 2 3: demi-coupé amb el peu dret
- 4: demi-coupé amb el peu esquerre
- 5: pas élevé amb el peu dret
- 6: pas élevé amb el peu esquerre (els temps 4, 5 i 6 formen un pas de bourrée

O encara
- 1 2: demi-coupé amb el peu dret
- 3: demi-coupé amb el peu esquerre
- 4 5: pas élevé amb el peu dret
- 6: pas élevé amb el peu esquerre

La música acompanya amb accents suaus el moment del demi-coupé i el demi-jetté, amb un ritme que crea freqüents desplaçaments d'accentuació en relació al ritme de la dansa. Així, els músics que acompanyaven la dansa o que tocaven moviments de música instrumental en ritme de minuet havien de tenir en compte que la unitat bàsica no era el compàs (ni el conjunt de quatre) sinó cada grup de dos compassos. A més, l'execució d'una figura en forma de Z demanava normalment l'execució de 6 patrons o, cosa que és el mateix, 12 compassos de música. De totes maneres, el cert és que hi ha molt minuets amb seccions de 8 o 16 compassos, la qual cosa significa que també agradava aquesta manca de coincidència entre música i ball. La tensió es resolia al final dels entre 100 i 200 compassos que requeria l'execució completa del minuet.
Una de les raons plausibles per explicar la longevitat del minuet com a dansa de societat és la gran varietat de passos que pot absorbir dins d'un patró bàsic, segons es desprèn de la majoria de tractats del segle xviii. Alguns dels passos interpolats més freqüentment a França eren el contretemps, el balancé, el tems de courante, i el fleuret. A més, el minuet francès fou una mena de punt de partida per a pràctiques diversificades segons els països i les funcions socials. Passos de minuet es van adaptar a la contradansa i més tard el mateix minuet incorporà passos d'altres danses ternàries com el vals, el ländler o la polonesa; o aquests es juxtaposaren amb el minuet. Sembla com si Johann Sebastian Bach estigués reflectint aquesta pràctica en el seu concert de Brandenburg número 1 en el qual un minuet en forma de rondó incorpora una secció en ritme de polonesa. A Espanya i a Portugal, on el minuet era una dansa cortesana ben popular, s'hi van infiltrar estils d'altres danses autòctones com és el cas del minuet afandangado, és a dir una barreja de minuet i fandango.

### El minuet a Catalunya
Pel que fa a Catalunya, les cròniques del Baró de Maldà donen abundoses referències dels balls que tenien lloc a la ciutat de Barcelona a finals del segle xviii i, tot i que hi ha algunes notícies sobre minuets, altres balls com la contradansa o el fandango hi són molt més freqüents. La primera representaria una tendència més marcada cap a les classes mitjanes, i el segon un gust per allò més autòcton peninsular, mentre que el minuet hauria representat una tendència més aristocràtica, que no s'observa. Aquests referències són unes vegades al 'minuet escocès', i altres a minuets alternats amb altres balls, sobretot la contradansa (així s'alterna el binari i el ternari) i el fandango; es concentren, sobretot, en els anys 1795-1799. En una d'aquestes ocasions els minuets es van ballar després de le contradanses e una sessió que va trenir lloc en un dels palauets de la petita noblesa barcelonina. En una altra, també va tenir lloc al Palau dels Maldà, i se'ns expliquen els minuets que es van ballar: lo congó, l'escocès, i lafandangado. Encara en una altra ocasió, també a casa seva, ens explica com és ell mateix, com a amfitrió, qui inaugura el ball del minuet.

## El minuet en la música instrumental del Barroc

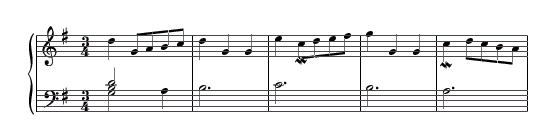
Inici d'un minuet que forma part de l’Àlbum d'Anna Magdalena de Johann Sebastian Bach, una peça que ha estat llargament emprada per a l'aprenentatge dels instruments de tecla durant generacions

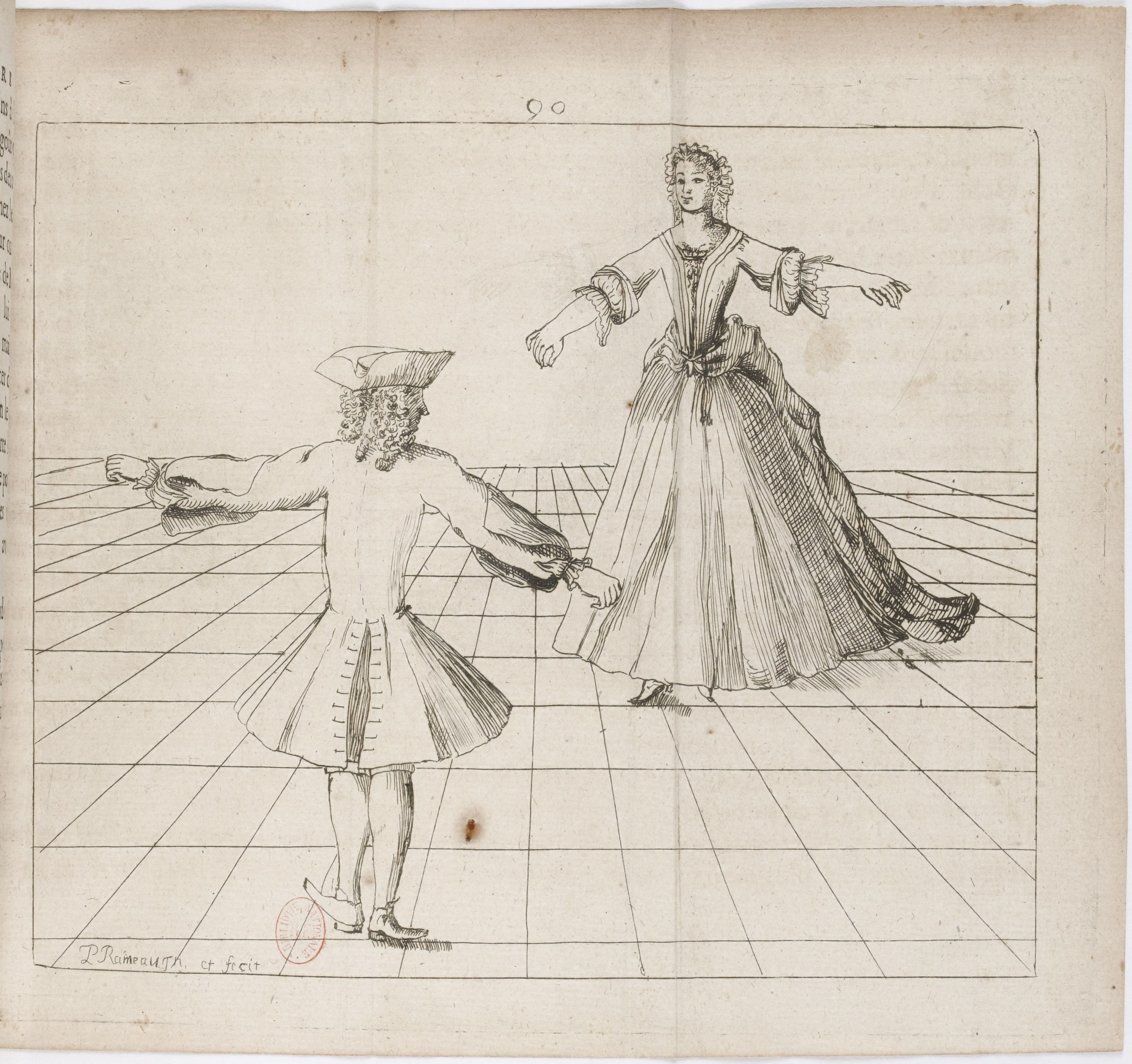
Figura de minuet, del tractat de Pierre Rameau Le Maître à danser (París, 1725)

Els primers grups importants de minuets provenen de les obres de Lully per al teatre. Entre 1664 i 1687 escriu 92 minuets amb aquest títol per als seus ballets i òperes, i moltes de les seves obertures inclouen moviments en forma de minuet, presumiblement no pas pensats per a ser ballats. No tots els seus minuets encaixen amb les seccions de 12 compassos requerides per a l'execució dels moviments en forma de Z, tot i que també cal tenir en compte que, en general, el ball en el context del teatre era força més elaborat que el ball de societat la qual cosa permetia i fins encoratjava una llibertat molt més gran de les estructures musicals d'acompanyament.
Com la majoria de les danses del segle xvii (la bourrée, la gavota...) el minuet fou inclòs en moltes suites franceses per a clavecí i per a conjunts instrumentals, normalment després de la sarabanda, i molts autors incloïen minuets en les seves col·leccions de peces en un sol moviment, com ho fa Johann Sebastian Bach en el seu Àlbum per a Anna Magdalena. També n'apareixen molts en col·leccions de música per a llaüt i per a guitarra, i fins i tot per a orgue tot i que, en aquest cas, sovint apareixen sense indicació de tipus de dansa. També s'infiltrà en la música vocal. Habitualment rebia un tractament simple, preservant la seva claredat rítmica i de fraseig. Fins i tot el double (un segon minuet, d'alguna manera contrastant, abans del da capo al primer minuet), quan hi era, quedava lliure de les complexitats texturals que tant agradaven als compositors francesos barrocs, possiblement perquè continuava essent un ball de societat. Així i tot, alguns autors experimentaren amb estructures fraseològiques irregulars.
Durant el segle xvii també era un ball de societat popular a Anglaterra on apareixia també estilitzat en obres instrumentals i en música per al teatre. Henry Purcell en la seva música per al teatre i en la seva música incidental utilitza el minuet més que cap altre ritme de dansa, i fins i tot marca com a minuet o tempo di minuetto algunes obertures. Els seus, com els dels seus contemporanis francesos, són minuets amb forma binària, sovint limitats a dues seccions de vuit compassos cada una. Els alemanys contemporanis de Lluís XIV com Georg Muffat o Johann Pachelbel també van escriure minuets en l'estil francès, potser amb més treball contrapuntístic i més interès temàtic, tot i mantenir la claredat de fraseig i la irregularitat de ritme. En l'obra de Johann Sebastian Bach hi ha 28 obres titulades 'minuet' que apareixen en les seves partites per a clavecí, en les obres a solo per a violí, violoncel i flauta travessera, en tres de les seves quatre suites orquestrals, i al concert de Brandenburg número 1. A més, va emprar els ritmes de dansa del minuet d'una forma més lliure en la seva música vocal, per exemple a les cantates BWV 1, 6 i 93, a més del Magníficat (Et exultavit spiritus meus). Que el compàs sigui 3/8 i no 3/4, que hi hagi un important virtuosisme vocal i que la forma sigui la de l'ària da capo són elements que no aconsegueixen amagar el fons estructural de minuet: mètrica ternària, tempo moderat, estructura en grups de quatre compassos, harmonies simples i un aire de pau i joia.
Tal com també passa amb altres danses de l'època com l'allemande, la courante o la giga, l'estil italià del minuet prefereix uns tempos més ràpids que els que agraden a la resta d'Europa; així, es tendeix a utilitzar més el 3/8 i el 6/8 que no pas el 3/4. El moviment melòdic implica unes frases més llargues, més sovint una de 8 compassos que no pas dues de quatre, i fa un ús més freqüent de seqüències harmòniques per subratllar més clarament el sentit de direcció. Així apareixen en obres d'italians com Corelli i Alessandro Scarlatti però també d'autors de moltes altres nacionalitats com Haendel, William Boyce, François Couperin, Jean-Philippe Rameau, Joseph Bodin de Boismortier, Jacques Hotteterre, Jean Marie Leclair, Georg Philliph Telemann o Johann Sebastian Bach. De fet, també entre els compositors francesos sembla que hi havia variacions en el tempo. S'ha escrit molt sobre el tempo del minuet, tant a l'època com modernament: el conflicte arrenca dels molts tractats que donen informacions no coincidents, la qual cosa sembla indicar que no hi va haver un tempo inamovible al llarg dels temps i a través de les corts i ciutats en què va estar de moda.

### El minuet en la música barroca catalana
A Catalunya hi ha poques notícies relatives a l'ús del minuet en la música instrumental. Un dels pocs casos és el manuscrit Ms. 741/22 de la Biblioteca de Catalunya que conté  ... minuets […] y altres coses de aquell temps vell que ara son poch usadas, pero ab tot son bonicas y molt alegres. De totes maneres, és discutible que en aquell moment fossin poc usades atès que es conserven altres reculls de finals del segle xvii i principis del XIX. A tenir en compte que en aquell recull el minuet alterna amb la contradansa i amb la sardana.

## El minuet en el Classicisme
Minuet i trio (3r moviment) del quintet de corda opus 62 número 4 en si bemoll major de Luigi Boccherini (1743-1805) (?·pàg.)
 Inici del minuet del quartet de corda Op. 20 número 4 que porta la indicació alla zingaresa, és a dir, a l'estil dels zíngars (?·pàg.)
Diversos estils de minuets van continuar essent molt populars entre l'aristocràcia europea tot al llarg del segle xviii i van continuar exercint una influència notable en la música estilitzada de dansa, és a dir, en la música instrumental basada en ritmes de dansa. La complexa elegància que li era pròpia lligava amb l'estètica del rococó, al mateix temps que la simplicitat de fraseig i de ritme harmònic feia d'ell un bon vehicle per experimentar amb estructures més grans basades en contrasts harmònics i tonals, tot permetent la introducció d'altres estils i patrons ternaris, i tècniques contrapuntístiques.
Probablement els primers que van introduir minuets a les simfonies foren els italians a principis del segle xviii en moviments etiquetats com a 'tempo di minuetto' que sovint anaven com a parts finals d'obertures d'òperes que posteriorment van ser publicades com a obres instrumentals separades. Els minuets de Scarlatti, típics del seu temps i en forma binària, tenen dues seccions de vuit compassos basades en un mateix motius rítmic; moltes simfonies de Giuseppe Sanmartini acaben amb moviments semblants en forma de minuet, igual que les de Carl Ferdinand Abel, Johann Stamitz i Monn, o com algunes de les sonates per a piano primerenques de Joseph Haydn.
Però els compositors del tercer quart de segle influïts per l'estil anglès van fer servir un tipus diferent de minuet a les seves simfonies. Sovint etiquetats com a 'tempo di minuetto' o en el mot híbrid italogermànic 'menuetto', sovint van aplicar alguns dels elements de la forma sonata, mantenint el tempo, la mètrica i el fraseig del minuet. En són exemples algunes obres de Thomas Arne i de Johann Christian Bach. Altres exemples de l'aplicació de la forma sonata a moviments de minuet que són posteriors i potser més clars es troben en obres de Mozart (per exemple Kv. 387 i Kv 464) i Haydn (sonates per a piano HobXVI:25 i HobXVI:35). Els moviments finals amb característiques de minuet -utilitzin o no tècniques de la sonata- apareixen sovint a les sonates per a piano, als trios amb piano i a molts concerts de Mozart (per exemple Kv271 i Kv482 per a piano, Kv190/186E per a dos violins. Kv191/186e per a fagot i Kv313/285c per a flauta travessera).
 Tercer i últim temps del concert per a fagot de Mozart (Rondó. Tempo di menuetto) on es fusionen la forma de rondó amb les característiques mètriques, texturals i de caràcter del minuet (?·pàg.)
Altres esquemes formals emprats per a aquests moviments incloïen alternances d'un minuet amb diversos trios donant com a resultat una mena de rondó que ja es troba al primer concert de Brandenburg, i que es feia servir força en divertimentos i serenates (és el cas del segon minuet de la serenata Kv185/167a de Mozart i les sonates per a piano de Haydn HobXVI:22 i HobXVI:29), en variacions sobre un tema binari de minuet (Haydn, sonates per a piano HobXVI:30 i HobXVI:33) i, més habitualment, la tan esterotipada forma del minuet fent parella amb un sol trio contrastant quant a tonalitat, material temàtic, instrumentació i caràcter general. Aquesta darrera forma, que apareix freqüentment com a tercer dels quatre moviments de simfonies i quartets de corda escrits vers el 1770, en la seva estructura més típica consistien en un minuet ternari (ABA o ABA', amb repeticions, és a dir, AABABA) amb dues seccions de dotze compassos cada una seguit d'un trio igualment ternari però més curt seguit, al seu torn, d'un da capo al primer minuet sense repeticions. Cap a mitjan segle, el trio normalment era en una tonalitat propera, sovint la tònica en menor o el relatiu menor, però en molts dels darrers quartets de corda de Haydn hi ha un contrast tonal més acusat. A l'Op. 77 número 2 el minuet està en fa major i el trio, en re bemoll major.

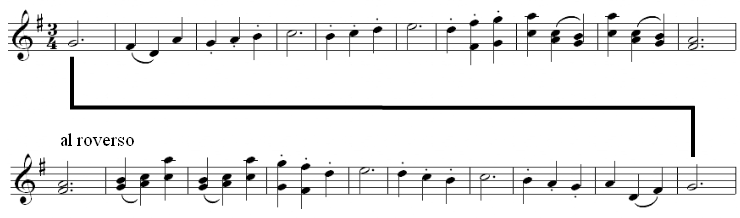
Partitura de la melodia principal del minuet de la simfonia número 40 de Haydn on es pot observar la retrogradació de la primera secció en la segona

A voltes, aquell caràcter simple del minuet s'impregna de característiques provinents d'altres tipus de música més seriosos, sovint amb efectes dramàtics. El minuet de la sonata per a piano HobXVI:26 de Haydn porta la indicació de ‘menuet al rovescio’, de manera que la segona secció és exactament una retrogradació de la primera. La mateixa tècnica utilitza a la simfonia número 47, com es pot veure en aquesta partitura
Tant la seva simfonia número 44 com el seu quartet de Op. 76 número 2 contenen un minuet i un trio que inclouen un cànon estricte i frases irregulars, dues tècniques que confereixen a aquests moviments una seriositat no habitual en el minuet. El mateix efecte causen el cànon i el doble contrapunt del minuet de la simfonia número 40 de Mozart.
 3r moviment (minuet i trio) de la simfonia número 40 de Mozart, amb el joc contrapuntístic esmentat (?·pàg.)
Probablement, totes aquestes formes aplicades als minuets en les simfonies i obres de cambra del Classicisme derivaven de la pràctica de l'acompanyament musical de la mateixa dansa. La majoria dels minuets reals que ens han arribat són breus, no més de 16 o 32 compassos, i les instruccions per a compondre'n que donen teòrics com Brossard (1703), Rousseau (1768) o Compan (1787) especifiquen que cada secció hauria de tenir entre 8 i 16 compassos dividides en frases de 2 o 4 compassos. Però les descripcions contemporànies indiquen que una interpretació completa d'un minuet hauria comportat força més de 100 compassos, de manera que per acompanyar la pràctica social del ball, els músics haurien necessitat una successió de diversos minuets amb les respectives repeticions en les quals haurien improvisat ornaments. D'aquesta manera haurien creat estructures properes a les variacions o al rondó. Sembla que l'estereotip del minuet seguit d'un trio hauria estat la pràctica més comuna, i que hauria estat transferida a la música instrumental per uns autors que, presumiblement, haurien compost, també, minuets veritablement per a ser ballats en moments diferents de llurs carreres. Com a dansa aristocràtica, el minuet va mantenir la seva posició en l'òpera (han sobreviscut moltes coreografies de minuets per al teatre) i el ballet tot al llarg del segle xviii tant com als salons de ball i a les sales de concert, especialment de França. André Ernest Modeste Grétry, Christoph Willibald Gluck, Antonio Sacchini i Antonio Salieri són alguns dels que l'empren a les seves òperes. Probablement l'aparició més famosa del minuet en escena, dins d'una òpera és al final del primer acte del Don Giovanni, de Mozart: Don Ottavio i Donna Anna ballen un minuet aristocràtic mentre Leporello i Masetto fan el mateix amb una dansa plebea alemanya, i Don Giovanni i Zerlina ballen una contradansa, més pròpia de la classe mitjana; una escena en la qual, el fet que totes tres danses siguin ballades simultàniament, retrata la convivència de valors socials i culturals diversos.
Els teòrics del segle xviii com Kirnberger fan servir el minuet com un exercici elemental de composició; el procés fins i tot era reduït a jocs d'atzar com el de tirar uns daus. Això implica clarament que els patrons melòdics i harmònics del minuet comú de vuit compassos per secció estaven tan estandarditzats quer se'n podien fer arranjaments arbitraris sense caure en incongruències, simultàniament a l'elevat grau e sofisticació amb què el tracten alguns autors. També apareix de tant en tant en simfonies i concerts italians a la segona meitat de segle, tot i que cada vegada més la parella minuet - trio era substituïda pel scherzo ('joc' en italià). Sembla que Haydn fou el primer a fer aquesta substitució en els seus quartets Op. 33, encara que potser és degut al fet que si més no un d'aquests moviments (l'scherzo del quartet número 5) inclou algunes bromes com per exemple finals inesperats.

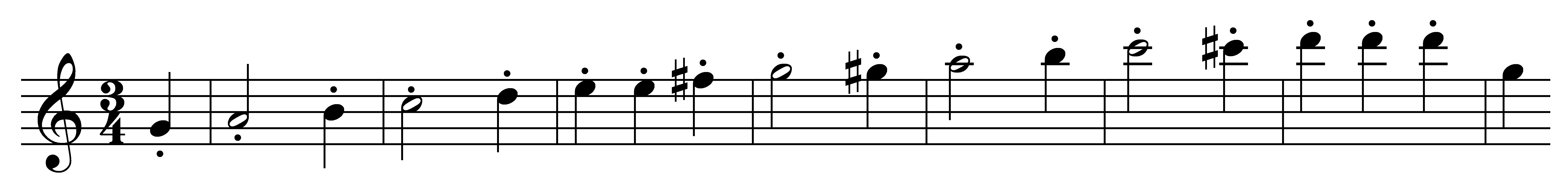
Primers compassos de la melodia del 3r moviment ('Minuet') de la Simfonia número 1 de Beethoven

Sembla que Beethoven va preferir el títol scherzo al de minuet en la majoria de les seves obres, per indicar un caràcter més enèrgic, vigorós i robust que no pas el que s'associava al minuet, més cortesà, elegant i contingut. Però també el va fer servir en un cert nombre de sonates per a piano, als quartets de corda Op. 18 números 4 i 5, al Septet Op. 20, i a les simfonies 1 i 8. En dues ocasions, a la sonata per a violí Op. 30, número 3, i a la sonata per a piano Op. 31 número 3, un moviment titulat 'tempo di minuetto' realment ocupa el lloc del moviment lent.
 [[Media:|Segon moviment ('Tempo di minuetto') de la Sonata Op. 30 múmero 3 per a violí i piano, de Beethoven]] (?·[[:Fitxer:|pàg.]])
 Tercer moviment ('Tempo di minuetto') de la Simfonia número 8 de Beethoven (?·pàg.)

### El minuet en la música catalana del Classicisme
En la música instrumental del Classicisme el minuet apareix sovint com a composició d'un sol moviment (en aquests casos acostumen a ser sèries de minuets) per a piano, clavecí o fins i tot orgue i en les simfonies de Carles Baguer, quasi sempre com a tercer moviment dels quatre que integren la simfonia.
Els minuets de Baguer -invariablement seguits del trio- tenen una primera secció de 8 compassos i una segona que inclou el retorn a la primera, però abans d'aquest hi ha una frase de durades diverses, d'entre 4 i 14 compassos. El trio també acostuma a tenir una primera secció de vuit compassos, però amb excepcions; la segona secció en alguns casos es clou amb un retorn parcial (no total) a la primera secció, i la frase intercalada oscil·la entre els 4 i els 10 compassos. Els seus dissenys són sempre anacrúsics i amb un material melòdic que senyala de manera molt clara els blocs de dos compassos. Això en el minuet; en el trio prevalen els dissenys de quatre compassos i habitualment és més cantabile. Els seus minuets per a tecla segueixen patrons molts semblants.
 Minuet i trio de la Simfonia número 16, en sol major, de Carles Baguer Arxivat 2009-06-24 a Wayback Machine.

## El minuet a partir delseglexix

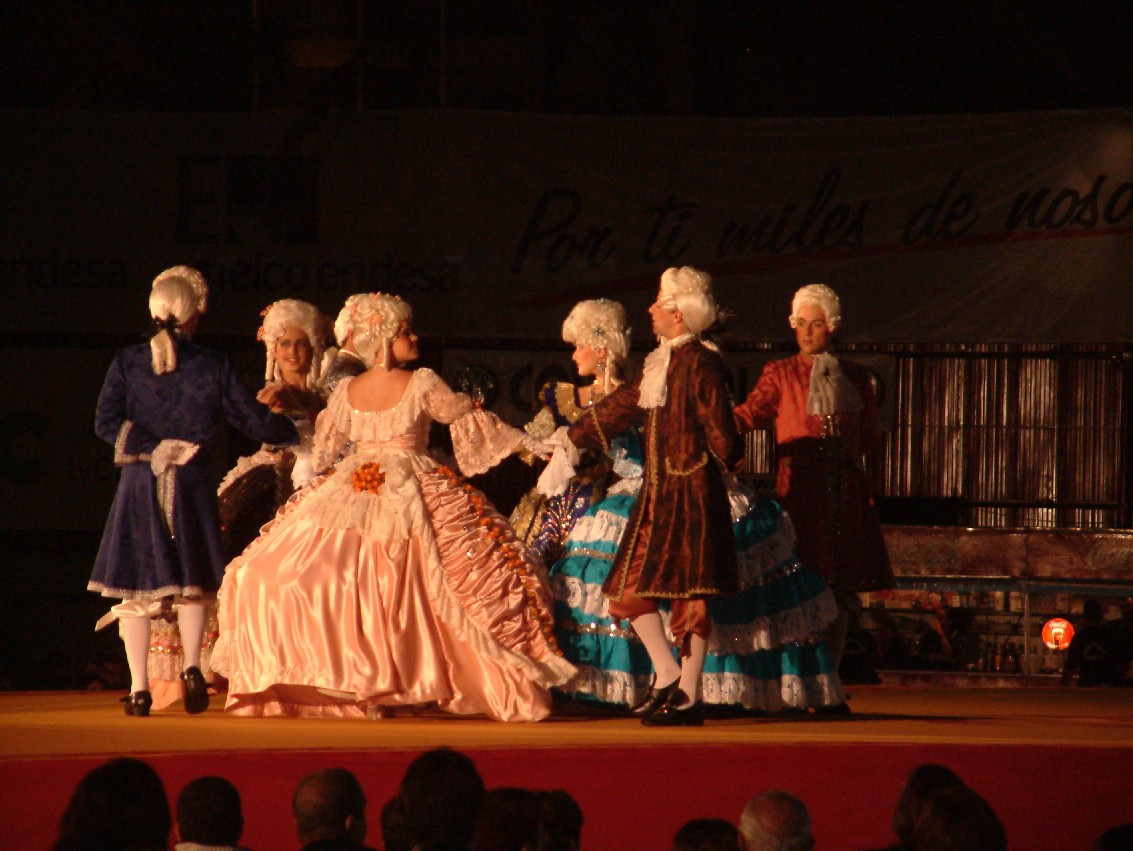
Ball d'un minuet al Festival del Siglo XVIII. Santa Cruz de la Palma, 2005

Els compositors del segle xix van estar menys interessats en el minuet, una actitud que podria haver estat influïda tant per consideracions musicals com polítiques. Alguns dels que l'usaren foren Franz Schubert (en obres per a piano i de música de cambra) i Brahms (a la Serenade Op. 11). D'altra banda, el minuet cortesà té un ús conceptual als poemes simfònics de Franz Liszt.
Ignacy Jan Paderewski compongué un minuet per a piano que es va fer popularíssim arreu. A finals del segle xix i principis del xx, el Neoclassicisme comportà un cert interès renovat pel minuet. Per influència d'aquest moviment, apareix en obres de Fauré, Chabrier, Debussy, Jean Français, Bartók, Schönberg i Ravel.
 Minuet de l'Octet de Franz Schubert (?·pàg.)